# 트라이톤 X-100
트라이톤 X-100(트리톤 X-100, Triton X-100, C
14H
22O(C
2H
4O)n)은 친수성 폴리에틸렌 옥사이드 사슬 (평균 9.5 에틸렌 옥사이드 단위를 가짐)과 방향족 탄화수소 친유성 또는 소수성 그룹을 갖는 비이온성 계면 활성제이다. 탄화수소기는 4- ( 1,1,3,3-tetrametylbutyl)- phenyl이다. 트라이톤 X-100(Triton X-100)은 IGEPAL CA-630 또는 이전의 Nonidet P-40 과 밀접한 관련이 있으며 주로 약간 더 짧은 에틸렌 옥사이드 사슬을 가지고 있다는 점에서 다를 수 있다. 따라서 트라이톤 X-100 (Triton X-100)은 Igepal CA-630보다 약간 더 친수성이다. 이 두 가지 세제는 대부분의 용도에서 기능적으로 호환되지 않는 것으로 간주될 수 있다. 트라이톤 X-100 (Triton X-100)은 원래 롬앤하스 (Rohm & Haas Co.)의 등록 상표였다. 이후 유니온 카바이드(Union Carbide)가 매입 한 후 다우 화학 (Dow Chemical Company)에 인수되었다. 곧 (2009년) 다우(Dow)는 롬앤하스(Rohm & Haas Co)도 인수했다. 매우 유사한 화합물에 대한 기타 상표로는 Conco NI, Dowfax 9N, Igepal CO, Makon, Neutronyx 600, Nonipol NO, Plytergent B, Renex 600 's, Solar NO, Sterox, Serfonic N, T-DET-N, Tergitol NP, Triton N 등이 있다.
트라이톤 X 세제는 BASF가 판매하는 플루로닉(Pluronic) 계열의 세제와 먼 관련이 있다. 플루로 닉은 에틸렌 옥사이드와 프로필렌 옥사이드 의 삼-블록 (triblock) 공중합체 (copolymer)이며, 에틸렌 옥사이드 세그먼트는 프로필렌 옥사이드보다 더 친수성이다.

## 물리적 특성
희석되지 않은 트라이톤 X-100은 친수성 폴리에틸렌 옥사이드 부분의 수소 결합으로 인해 투명한 점성 유체 (희석되지 않은 글리세롤보다 점성이 적음)이다. 희석되지 않은 트라이톤 X-100의 점도는 25° C에서 약 270 센티포이즈 (centipoise)이다.  50° C에서 약 80 센티포이즈까지 내려간다. 25° C에서 물, 톨루엔(toluene), 자일렌(xylene), 트라이클로로에틸렌(trichloroethylene), 에틸렌 글라이콜(ethylene glycol), 에틸 에터(ethyl ether), 에탄올, 아이소프로판올(isopropyl alcohol) 및 에틸렌 다이클로라이드 (ethylene dichloride)에 녹는다. 트라이톤 X-100은 올레산과 같은 커플링제(coupling agent)를 사용하지 않는 한 등유(kerosene), 미네랄 스피릿(mineral spirits) 및 나프타(naphtha)에 녹지 않는다.

## 용도
트라이톤 X-100은 실험실에서 일반적으로 사용되는 세제이다. 트라이톤 X-100은 세포를 용해하여 단백질 또는 소기관을 추출하거나 살아있는 세포의 막을 투과시키는데 널리 사용된다.
일부 사용례는 다음과 같다.
- 바이오 의약품 제조에 있어 지질 외피 바이러스 (예를 들어, HIV, HBV, HCV )의 불활화
- 산업용 (금속 도금)
- 플루존(Fluzone)을 포함한 인플루엔자 백신의 성분
- 고정되지 않은 (또는 약간 고정된) 진핵 세포막을 투과시키는 것[7]
- CHAPS 와 같은 양쪽성 이온 세제와 함께 기본 상태의 막단백질 용해
- DNA 추출에 있어 용해 완충액의 성분 (보통 알칼리 용해 완충액에 5 % 용액)
- 면역 염색 중 수용액의 표면 장력 감소 (일반적으로 TBS 또는 PBS 버퍼에서 0.1-0.5 % 농도)
- 연질 복합 재료용 탄소 재료 분산
- 미생물학에서 Aspergillus nidulans의 콜로니 확장 제한
- 동물 유래 조직의 탈세포화
- 겔 내의 단백질을 재 분류하기 전에 SDS-PAGE 겔에서 SDS 제거
- TEER 측정을 위한 양성 대조군으로서 세포 단층 파괴
- 미셀 촉매(micellar catalyst)

실험실에서 사용하는 것 외에도, 트라이톤 X-100은 튼튼한 산업용 제품에서부터 순한 세제에 이르기까지 여러 유형의 세척 화합물에서 사용된다. 또한 증류수 및 아이소프로필 알코올과 함께 수제 레코드(LP판) 세정액으로 인기있는 성분이다.

## 유럽화학물질규정(REACH)의 승인 목록 (부록 XIV)에 트라이톤 X-100 포함
2012년 12월의 유럽 화학 물질청 (REACH)의 후보목록 - 트라이톤 X-100을 포함 - (ECHA)은 물질 그룹 "4- (1,1,3,3- 테트라 메틸 부틸) 페놀, 에톡"포함 매우 높은 물질 화학 물질의 생산, 수입 및 사용과 인체 건강 및 환경에 대한 잠재적 영향을 다루는 화학 물질의 등록, 평가, 승인 및 제한 (REACH) 규정에 대한 우려 . Triton X-100 분해 산물은 야생 동물에 작용할 수 있는 호르몬과 유사한 (에스트로겐 유사) 활성을 가지고 있기 때문에 실제로 생태 독성으로 밝혀졌다. ECHA는 마침내 허가목록 (부록 XIV)에 물질을 포함시켰다. 제약 및 기타 산업이 2021년 1월 4일까지 이 세제를 교체하도록 의무화하여 EU 제조업체, 수입 업체 및 EU로 제품을 수출하는 비 유럽 제조업체, 사용자에게 영향을 미쳤다.

### 바이러스 불활화에 대한 대안
트라이톤 X-100이 허가가 매우 우려되는 물질 후보 목록에 포함되었기 때문에 제약회사 및 바이오 연구그룹은 동시에 친환경적이고 효과적인 대체 세제가 필요하다. 이상적으로는 트라이톤 X-100 대체품은 최소한의 제조 공정 변경을 통해 만들어져야한다. 그래야만 추가 동물 실험이나 임상 연구없이 의약품 규제 파일링에 필요한 최신화가 가능하기 때문이다. 따라서 대체 바이러스 불활성화 세제는 트라이톤 X-100과 유사한 물리 화학적 특성을 가져야하며 수용성이고 제거하기 쉽고 친환경적이어야하지만 독성 대사 산물로 분해되지 않아야한다. 최근 연구에서 바이오 의약품 제조에서 항 바이러스 치료를 위한 두 가지 대안이 제시되었다. 트라이톤 X-100 감소와 네레이드(Nereid; 그리스 신화의 인어의 이름에서 따옴)라는 새로운 화합물이 있다. 이름에서 알 수 있듯이 네레이드(Nereid)는 트라이톤 X-100 제품군의 또 다른 친척으로 볼 수 있지만 분자적 차이가 작기 때문에 트라이톤 X-100과 같은 방식으로 페놀 화합물로 분해되지 않는다. 바이러스 비활성화 연구는 다양한 조건에서 여러 관련 바이러스에 대한 실험으로 구성되었다. 바이오 의약품 제조에서 대부분의 바이러스 비활성화 단계가 수행되는 실온에서 트라이톤 X-100이 감소하고 네레이드는 트라이톤 X-100과 유사한 바이러스 비활성화 성능을 보였다. 대조적으로, 저온에서 수행되는 일부 공정의 경우 네레이드 및 트라이톤 X-100은 환원 Triton X-100보다 더 나은 결과를 보였다. 지금까지 네레이드는 3 단계 합성 과정을 사용하여 킬로그램 단위로 생산할 수 있으며 특허가 신청되었다.  네레이드는 확장 가능하고 기존 공정과 호환되며 지금까지 제품 활동에 어떠한 영향도 미치지 않았다. 성능면에서 네레이드는 트라이톤 X-100의 강력한 "올인원"대체품이 될 것이다. 현재 환경 독성학 및 생분해 연구에서 환경적으로 안전한지 실험중에 있다.